# Тифон (БИУС)
Typhon е американска корабна многофункционална бойна информационно-управляваща система, разработвана за замяна на системите (комплексите) за противоракетна и противовъздушни отбрани предходно поколение: „Талос“, „Териер“ и „Тартар“, които са много уязвими от масиран ракетен удар на противника. Основата на системата е многофункционалният радар AN/SPG-59, осигуряващ обзор, съпровождане, насочване на маршевия участък и подсветка на целите във финалния участък от траекторията на ракетата. Специално за системата Typhon се разработват ракетите RIM-50 Typhon LR (с голяма далечина на полета) и RIM-55 Typhon MR (със средна далечина). Ракетите имат инерционни автопилоти и във финалния участък се насочват чрез полуактивна система за самонасочване, сигнала за която в режим на разделяне на времето се дава от радара AN/SPG-59. Генерални създатели на разработката са Лабораторията за приложна физика на Университета Джонс Хопкинс (JHU/APL) и компанията Westinghouse под общото ръководство на бюрото по въоръжения на ВМС на САЩ.

## Прекратяване на проекта
През 1963 г. програмата Typhon е прекратена поради сериозни технически проблеми и прекомерен разход на средства. Опита, получен при разработката на системата е впоследствие реализиран в БИУС ASMS (на английски: Advanced Surface Missile System), която от 1969 г. получава названието „Aegis“ и понастоящем е основната бойна информационна система на ВМС на САЩ.

## Произход на названието
Названието на системата произхожда от името на персонажа от древногръцката митология Тифон, а не от названието на тропическия циклон (тайфун), както понякога се смята. Тифон означава и уред ползващ компресиран въздух ползван като звуков сигнал подаван от релсово тягово превозно средство.